# Adele Live in New York City
Adele Live in New York City foi o show de uma noite da cantora e compositora britânica Adele no Radio City Music Hall em Nova Iorque, que aconteceu em 17 de novembro de 2015. O show foi dirigido por Beth McCarthy-Miller e transmitido pela NBC em 14 de dezembro de 2015. O especial foi apresentado por Jimmy Fallon, enquanto Adele, Jonathan Dickins e Lorne Michaels foram produtores executivos.

## Músicas executadas
1. "Hello"
2. "Water Under the Bridge"
3. "One and Only"
4. "Hometown Glory"
5. "Chasing Pavements"
6. "All I Ask"
7. "Set Fire to the Rain"
8. "Daydreamer"
9. "Skyfall"
10. "Someone like You"
11. "Million Years Ago"
12. "When We Were Young"
13. "Rolling in the Deep"

As músicas 2, 3, 4, 5 e 8 não foram incluídas na transmissão original.

## Recepção
"Adele Live in New York City" teve em média 11,3 milhões de telespectadores e uma classificação 3.0 entre adultos de 18 a 49 anos, o que representa a maior classificação entre os adultos para um concerto especial no horário nobre desde a turnê Farewell de 2005 da banda Eagles.
O especial televisivo recebeu quatro indicações na 68ª edição do Primetime Emmy Awards.